# 17794 Kowalinski
17794 Kowalinski è un asteroide della fascia principale. Scoperto nel 1998, presenta un'orbita caratterizzata da un semiasse maggiore pari a 2,8302913 UA e da un'eccentricità di 0,0873415, inclinata di 2,76334° rispetto all'eclittica.